# Стожинич, Светомир
Светомир Стожинич (Светомир Стожинић, Svetomir Stožinić)(18.03.1932-28.11.2022) — югославский и сербский учёный в области клинической медицины, иностранный член РАН c 27.12.2014 — Отделение медицинских наук.
Родился в 1932 году в Прибое. Окончил начальную школу в Ясике, среднюю школу в Приштине, и медицинский факультет Белградского университета в 1957 году, сдал экзамен специалиста по внутренним болезням в декабре 1964 года, защитил магистерскую диссертацию в 1971 году и докторскую в 1975 году.
Работал кардиологом-интерном в Приштинском клиническом больничном центре и профессором медицинских факультетов университетов в Приштине и Белграде.
Член Академии медицинских наук с момента её основания (1976), иностранный член Болгарской национальной академии медицинских наук (1998), иностранный член Российской академии медицинских наук (1999).
Опубликовал 30 книг, более 300 научных статей.
Автор монографий:
- Превентивна кардиологија (1981),
- Бол у грудима (1989),
- Стенокардија (1990),
- Ангина пекторис (1987, 1990),
- Инфаркт миокарда (1991), Стрес и соматизација (1994),
- Акушни коронарни синдроми (1996),
- Синдроми с болом у грудима (1997),
- Коронарна болест срца и дијабетес мелитус (1997),
- Клиничка електро- физиологија срчаних аритмија (1998),
- Стрес — здравље — болест (2001),
- Напрасна срчана смрт (1993),
- Књига о стресу (2009),
- Филозофија живота (2010),
- Стрес и срце (2003).
- Исхемијска болест срца — рано откривање и лечење (2016)
- Како сачувати здравље (2016).

На русском языке:
- Стенокардия : Пер. с сербско-хорват. / И. С. Ламбич, С. П. Стожинич . — М. : Медицина, 1990. — 430 с. : ил. — ISBN 5-225-00503-9 :

Похоронен на кладбище Новая Безания в Белграде.